# 丸目敏栄
丸目 敏栄（まるめ としひで、1940年3月12日 - 1980年8月4日）は、日本中央競馬会に所属した騎手、調教師。鹿児島県大口市生まれ。

## 略歴
橋本輝雄厩舎に所属し、1959年3月8日に騎手としてのデビューを迎え、3着。3か月後の6月14日に初勝利を挙げた。デビュー初年度からエドヒメで目黒記念に優勝して重賞勝利を挙げると、2年目には36勝を挙げて全国リーディングで10位に付けるなど、早くから関東若手有力騎手の一人として高く評価されていた。1964年には内臓疾患により長期離脱を余儀なくされたが、復帰後も順調に勝ち星を積み重ねる。1969年には「上がり馬」として知られるアカネテンリュウに騎乗して菊花賞に優勝し、八大競走を初制覇。以後も同馬とのコンビで重賞戦線を賑わせた。
しかし1971年5月30日に行われた日本経済賞のレース中、騎乗していたスイノオーザを第4コーナーで内に入れようとしたところ、先行していたハクエイホウの故障の巻き添えに遭い落馬。後頭部を強打して、約2か月間意識不明の重体となった。命の危険もあったが、懸命の治療で一命を取り留め、その後騎手復帰を目指してリハビリを続けたが、騎手復帰は叶わず、引退して調教助手となった。
その後1978年に調教師免許を取得し、1979年に厩舎を開業したが、1980年8月4日の早朝、出張先の函館競馬場の寮内で脳出血により急死しているのを発見された。
40歳没。厩舎はわずか1年余りで解散した。

## 成績

### 騎手成績
| 通算成績 | 1着 | 2着 | 3着 | 4着以下 | 騎乗回数 | 勝率 | 連対率 |
| -------- | --- | --- | --- | ------- | -------- | ---- | ------ |
| 平地     | 369 | 327 | 336 | 1,854   | 2,886    | .128 | .241   |
| 障害     | 8   | 15  | 10  | 48      | 81       | .099 | .284   |
| 計       | 377 | 342 | 346 | 1,902   | 2,967    | .127 | .251   |

- 全国リーディング最高9位（1962年・33勝、1967年・45勝、1970年・39勝）
- 重賞競走9勝[1]（うち八大競走1勝）

### 調教師成績
93戦9勝